# 1471 Tornio
Az 1471 Tornio (ideiglenes jelöléssel 1938 SL1) a Naprendszer kisbolygóövében található aszteroida. Yrjö Väisälä fedezte fel 1938. szeptember 16-án, Turkuban.